# Konserwatywny liberalizm
Konserwatywny liberalizm, zwany także wolnościowym konserwatyzmem – pogląd będący połączeniem liberalizmu w gospodarce i konserwatyzmu w kwestiach społeczno-obyczajowych i politycznych, a także ustrojowych. Konserwatywni liberałowie uważają, że idee konserwatyzmu (poszanowanie tradycji) i liberalizmu (połączenie wolności z odpowiedzialnością) nie tylko nie są sprzeczne ze sobą, ale dobrze się uzupełniają. Odwołują się do myślicieli takich jak Adam Smith, David Hume, John Locke, Edmund Burke, Alexis de Tocqueville czy John Acton.

## Podstawowe idee
Treść tego artykułu od 2025-05 należy opracować w taki sposób, aby nie uwypuklała nadmiernie polskiej specyfiki / aby nie zawężała się tylko do polskich warunków
 Po wyeliminowaniu niedoskonałości należy usunąć szablon {{Dopracować}} z tego artykułu.
Główne idee konserwatywnego liberalizmu w Polsce określa się często hasłem: wolność, własność, sprawiedliwość.
- Wolność w konserwatywno-liberalnym znaczeniu oznacza swobodę działań, zwłaszcza gospodarczych. W sferze publicznej oznacza wolność wyznania i podejmowania decyzji personalnych z zastrzeżeniem, iż nie szkodzi to innym osobom.
- Własność – prawo do własności jest podstawowym i naturalnym prawem każdego człowieka. Własność nie może być naruszona, ani ograniczona przez państwo, ani inne osoby lub organizacje prawne. Państwo nie powinno nakładać nadmiernych i niekorzystnych podatków.
- Sprawiedliwość – państwo nie powinno stosować polityki wysokich podatków oraz wydatków. Prawo ma uwzględniać kary adekwatne do czynu.

## Krytyka socjalizmu
Na nurt konserwatywno-liberalny duży wpływ wywarli ekonomiści związani z austriacką szkołą ekonomii, między innymi F.A. Hayek, Ludwig von Mises, Hans-Herman Hoppe czy Murray Rothbard oraz klasyczni liberałowie.
Według Hansa-Hermana Hoppe państwa, w których środki produkcji są państwowe, a także w tych gdzie są one pod ścisłą kontrolą państwa, są mniej rozwinięte i biedniejsze od tych, w których środki produkcji są pod kontrolą prywatnych przedsiębiorców. Ludwig von Mises twierdził, że próba wyrównania dochodów poprzez interwencjonizm państwowy prowadzi do pomniejszenia dochodu narodowego, a w konsekwencji pomniejszenia średniego dochodu na osobę. Mises twierdzi, że jest to nieuzasadnione, ponieważ w ten sposób zwolennicy socjalizmu wolą mniejszy średni dochód na osobę od większej nierówności i większego średniego dochodu na osobę.